# Jean-Pierre Kohut-Svelko
Jean-Pierre Kohut-Svelko (Parigi, 1946) è uno scenografo francese.
Ha lavorato soprattutto con François Truffaut e Claude Miller.
Nominato più volte, ha vinto il Premio César per la migliore scenografia nel 1981 per L'ultimo metrò.

## Filmografia

### Cinema
- Mica scema la ragazza! (Une belle fille comme moi), regia di François Truffaut (1972)
- E Anna scoprì l'amore (Pleure pas la bouche pleine), regia di Pascal Thomas (1973)
- Due prostitute a Pigalle (Zig Zig), regia di László Szabó (1975)
- L'importante è amare (L'important c'est d'aimer), regia di Andrzej Żuławski (1975)
- Adele H. - Una storia d'amore (L'Histoire d'Adèle H.), regia di François Truffaut (1975)
- Gli anni in tasca (L'Argent de poche), regia di François Truffaut (1976)
- Police Python 357, regia di Alain Corneau (1976)
- Certi piccolissimi peccati (Un éléphant ça trompe énormément), regia di Yves Robert (1976)
- L'uomo che amava le donne (L'homme qui aimait les femmes), regia di François Truffaut (1977)
- La minaccia (La Menace), regia di Alain Corneau (1977)
- La nuit, tous les chats sont gris, regia di Gérard Zingg (1977)
- Andremo tutti in paradiso (Nous irons tous au paradis), regia di Yves Robert (1977)
- La camera verde (La Chambre verte), regia di François Truffaut (1978)
- Il fuorilegge (Perceval le Gallois), regia di Éric Rohmer (1978)
- L'amore fugge (L'Amour en fuite), regia di François Truffaut (1978)
- Les Sœurs Brontë, regia di André Téchiné (1979)
- Coraggio scappiamo (Courage fuyons), regia di Yves Robert (1979)
- L'ultimo metrò (Le Dernier Métro), regia di François Truffaut (1980)
- La Fille prodigue, regia di Jacques Doillon (1981)
- La signora della porta accanto (La Femme d'à côté), regia di François Truffaut (1981)
- Hôtel des Amériques, regia di André Téchiné (1981)
- Guy de Maupassant, regia di Michel Drach (1982)
- Mia dolce assassina (Mortelle Randonnée), regia di Claude Miller (1983)
- Le Vol du Sphinx, regia di Laurent Ferrier (1984)
- Urgence, regia di Gilles Béhat (1985)
- Rendez-vous, regia di André Téchiné (1985)
- Alta, bella e pericolosa (Une femme ou deux), regia di Daniel Vigne (1985)
- L'Effrontée - Sarà perché ti amo? (L'Effrontée), regia di Claude Miller (1985)
- I Love You, regia di Marco Ferreri (1986)
- Taxi Boy, regia di Alain Page (1986)
- Le Lieu du crime, regia di André Téchiné (1986)
- Ennemis intimes, regia di Denis Amar (1987)
- Les Pyramides bleues, regia di Arielle Dombasle (1988)
- Ada dans la jungle, regia di Gérard Zingg (1988)
- La piccola ladra (La Petite Voleuse), regia di Claude Miller (1988)
- L'accompagnatrice, regia di Claude Miller (1992)
- La Nage indienne, regia di Xavier Durringer (1993)
- Il sorriso (Le Sourire), regia di Claude Miller (1994)
- La Classe de neige, regia di Claude Miller (1998)
- Le Pique-nique de Lulu Kreutz, regia di Didier Martiny (1999)
- L'Art (délicat) de la séduction, regia di Richard Berry (2001)
- Betty Fisher e altre storie (Betty Fisher et autres histoires), regia di Claude Miller (2001)
- La Petite Lili, regia di Claude Miller (2003)
- Je m'appelle Elisabeth, regia di Jean-Pierre Améris (2006)
- Un secret, regia di Claude Miller (2007)